# Фингерт, Борис Александрович
Борис Александрович Фингерт (1890, Санкт-Петербург — 1960, Ленинград) — философ-марксист, психолог, социолог, первый председатель правления Ленинградского союза советских композиторов.

## Биография
Родился в 1890 году в Одессе в семье Карла Абрамовича (Александра Ивановича) Фингерта и Августы Моисеевны (Петровны) Фингерт (Яновской). В 1918—1919 годах являлся членом гуманитарной экспертной комиссии, созданной А. В. Луначарским при Комиссариате народного просвещения Союза Коммун Северной Области. В 1919—1922 гг. заведовал кафедрой социологии в Первом педагогическом институте (ныне РГПУ имени А. И. Герцена) в Петрограде. С 1924 года являлся бессменным директором научно-исследовательского Государственного института научной педагогики, организованного при Первом педагогическом институте. С 1929 по 1934 год — активный участник Ленинградского Общества Воинствующих Марксистов Диалектиков (ОВМД)
В 1930 году под редакцией Б. А. Фингерта и М. Л. Ширвиндта вышел сборник «Основные течения современной психологии». В сборнике, кроме них, принимал участие Л. С. Выготский, написавший для него статьи о гештальтпсихологии и эйдетизме, а также С. Г. Геллерштейн со своей главой о психотехнике. Общая позиция авторов, заявленная в предисловии, написанном Фингертом, заключалась в том, что «марксистской психологии, в подлинном смысле этого слова, пока ещё нет, и ни одно из существующих в СССР направлений не имеет права присваивать себе подобное наименование». Отсюда следовало равноправие всех школ отечественной психологии и желание впитать все ценное, что могли дать разнообразные направления зарубежной психологии. Спустя некоторое время весь первый номер журнала «Психология» за 1932 год был посвящен разоблачению «меньшевиствующего идеализма» в психологии. Книгу рецензент Ф. Музылев объявил «ярким проявлением меньшевиствующего идеализма на фронте психологии», который здесь «разоблачен» ещё недостаточно в отличие от «философского фронта». Главным обвинением против «представителей деборинского философского руководства в психологии» было «непризнание ленинского принципа партийности теории». Правильная партийная психология не нуждалась в научном анализе западных теорий.
Осенью 1932 года был избран первым председателем правления Ленинградского союза советских композиторов. По свидетельству Валериана Михайловича Богданова-Березовского:

Ленинградский союз композиторов сформировался осенью 1932 года, хотя формально был утвержден лишь в январе 1933-го. Его возглавил Борис Александрович Фингерт, философ-эстетик, старый член партии, человек энциклопедических знаний, широкого ума, большого личного обаяния и такта. Однако большинство композиторов и музыковедов его знало мало, большей частью понаслышке или по учебнику политического образования, в те годы весьма распространенному, авторами которого являлись Фингерт и Ширвиндт. К тому же он был хронически болен, находился преимущественно на постельном режиме и руководил организацией заочно, из квартиры, в основном через посредников из числа немногочисленных в нашей среде музыкантов-коммунистов. Фактически же руководил Ленинградским союзом ответственный секретарь правления ЛСК, музыковед Владимир Ефимович Иохельсон, волевой и энергичный деятель императивного склада, работу которого отчасти затрудняло то обстоятельство, что он был почти лишен зрения, в силу чего и он также прибегал к помощи советников, время от времени сменяя их и, случалось, не всегда удачно для дела.

Вследствие начатой в 1949 году, в том числе и против него, борьбы с космополитизмом, в 1953 году был исключён из КПСС и уволен со всех руководящих должностей.
Захоронен на Богословском кладбище (Санкт-Петербург).